# Johann Georg Mozart
Johann Georg Mozart (1679-1736) fou un enquadernador que visqué a Augsburg (Baviera) conegut per ser el pare de Leopold Mozart i avi de Wolfgang Amadeus Mozart.
Els avantpassats de Johann Georg eren tots artesans i paletes, però ell es va negar a seguir la tradició familiar i va decidir dedicar-se a una nova professió, convertint-se en un mestre enquadernador. Quan ja feia anys que es dedicava a l'ofici, decidí casar-se amb Anna Maria Banegger, la vídua del seu antic mestre i, per tant, va obtenir del gremi la llicència de mestre. La seva primera dona no li va donar fills i va morir el 1718. La seva segona esposa fou Anna Maria Sulzer (1696-1766), amb la qual va tenir vuit fills entre 1719 i 1735, dels quals van sobreviure fins a l'edat adulta tres nens i dues nenes. Leopold, nascut el 14 de novembre de 1719, fou el més gran. La família era catòlica i a partir del 1722 van viure en una casa propietat dels jesuïtes. Van enviar als seus dos fills grans a l'escola dels jesuïtes.
Ni Johann Georg ni la seva dona Anna Maria van tenir una influència directa sobre la vida del seu cèlebre net. Johann Georg morí 20 anys abans que Wolfgang Amadeus Mozart nasqués. Leopold es va distanciar de la seva mare quan el 1737, en la seva adolescència, es va traslladar a Salzburg. Per tant, no hi va haver contacte entre l'àvia i net al llarg de la seva vida. Un altre fill de Johann Georg, Franz Aloys Mozart (1727-1791), es va quedar a Augsburg i va seguir amb l'ofici del seu pare com a enquadernador, publicant també ocasionalment textos religiosos. Era el pare de Maria Anna Thekla Mozart, primera cosina de Wolfgang i amiga seva.